# São Benedito do Sul
São Benedito do Sul este un oraș în Pernambuco (PE), Brazilia.